# Rugosoarchaediscus
Rugosoarchaediscus es un género de foraminífero bentónico considerado un sinónimo posterior de Neoarchaediscus de la subfamilia Asteroarchaediscinae, de la familia Archaediscidae, de la superfamilia Archaediscoidea, del suborden Fusulinina y del orden Fusulinida. Su especie tipo era Archaediscus akchimensis. Su rango cronoestratigráfico abarcaba el Pérmico.

## Discusión
Algunas clasificaciones más recientes hubiesen incluido Rugosoarchaediscus en el Suborden Archaediscina, del Orden Archaediscida, de la Subclase Afusulinana y de la Clase Fusulinata.

## Clasificación
Rugosoarchaediscus incluía a las siguientes especies:
- ‘‘Rugosoarchaediscus akchimensis †
- ‘‘Rugosoarchaediscus conili †
- ‘‘Rugosoarchaediscus dissolutus †
- ‘‘Rugosoarchaediscus occlusus †
- ‘‘Rugosoarchaediscus stellatus †
- ‘‘Rugosoarchaediscus tchaboksarensis †
- ‘‘Rugosoarchaediscus tchalussensis †